# Emilio Giletti
Emilio Giletti (Trivero, 20 aprile 1929 – Novara, 4 gennaio 2020) è stato un pilota automobilistico italiano.
Affermatosi nell'automobilismo negli anni 1950, diventò titolare dell'impresa di famiglia. Fu il padre di Massimo Giletti, noto giornalista e conduttore televisivo.

## Carriera sportiva

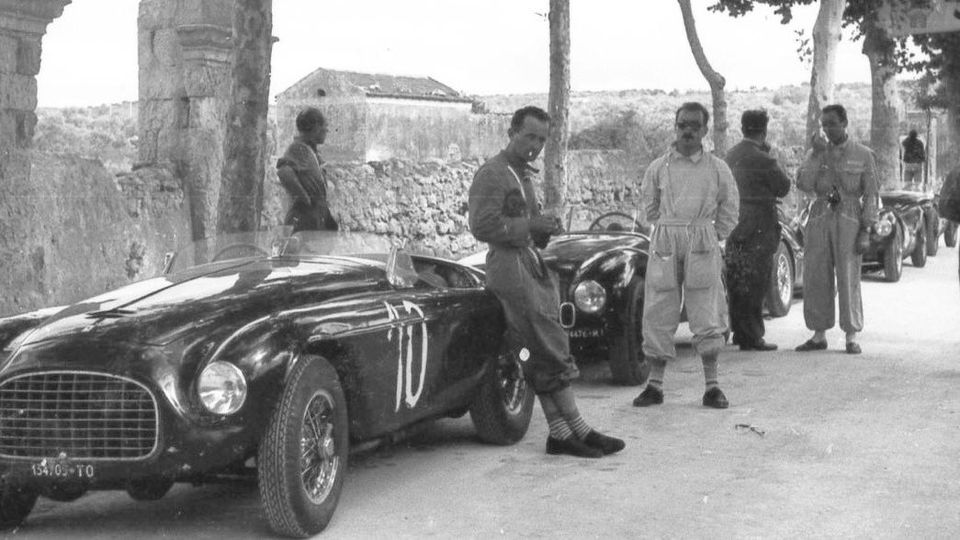
Emilio Giletti vincitore con la sua Ferrari 166 al Trofeo Sardo del 14 settembre 1952.

Emilio Giletti partecipò a 25 gare tra il 1951 e il 1955, correndo principalmente con autovetture Ferrari e Maserati. Nel 1953, la sua grande occasione arrivò quando la Maserati decise di offrire a tre giovani piloti la possibilità di guidare le loro auto sportive: Emilio fu scelto insieme a Luigi Musso e Sergio Mantovani. Con la squadra delle Officine Alfieri Maserati ottenne la sua più grande vittoria, conquistando il primo premio di classe e il 6º posto assoluto alla Mille Miglia 1953.

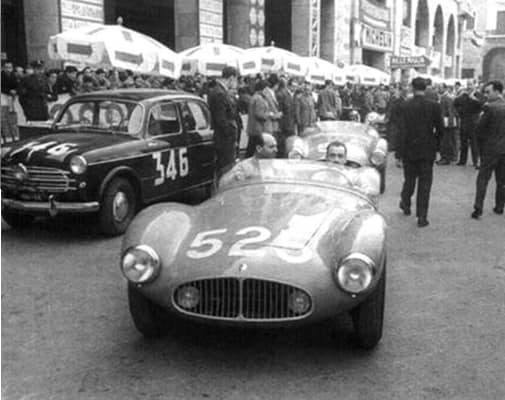
Maserati A6GCS alla Mille Miglia 1953, guidata da Emilio Giletti e Guerino Bertocchi al 6º posto assoluto (1º posto di classe)

In questo periodo ottenne alcuni successi, inclusa la vittoria extracampionato nel Trofeo Sardo 1952 e salendo sul podio nella Targa Florio 1953. Giletti corse in una sola gara di Formula 1, al Gran Premio di Modena 1953, ma si ritirò a causa di un guasto alla valvola con la sua Maserati A6GCM. Venne anche iscritto al Gran Premio de la Republica Argentina 1954, ma poi la Maserati diede la guida a Musso.
Dopo essere arrivato settimo al Giro di Sicilia 1955, si ritirò dalle competizioni motoristiche, dedicandosi alla gestione dell'azienda di famiglia Giletti spa, specializzata nella produzione di filati e calzini tecnici per lo sport.

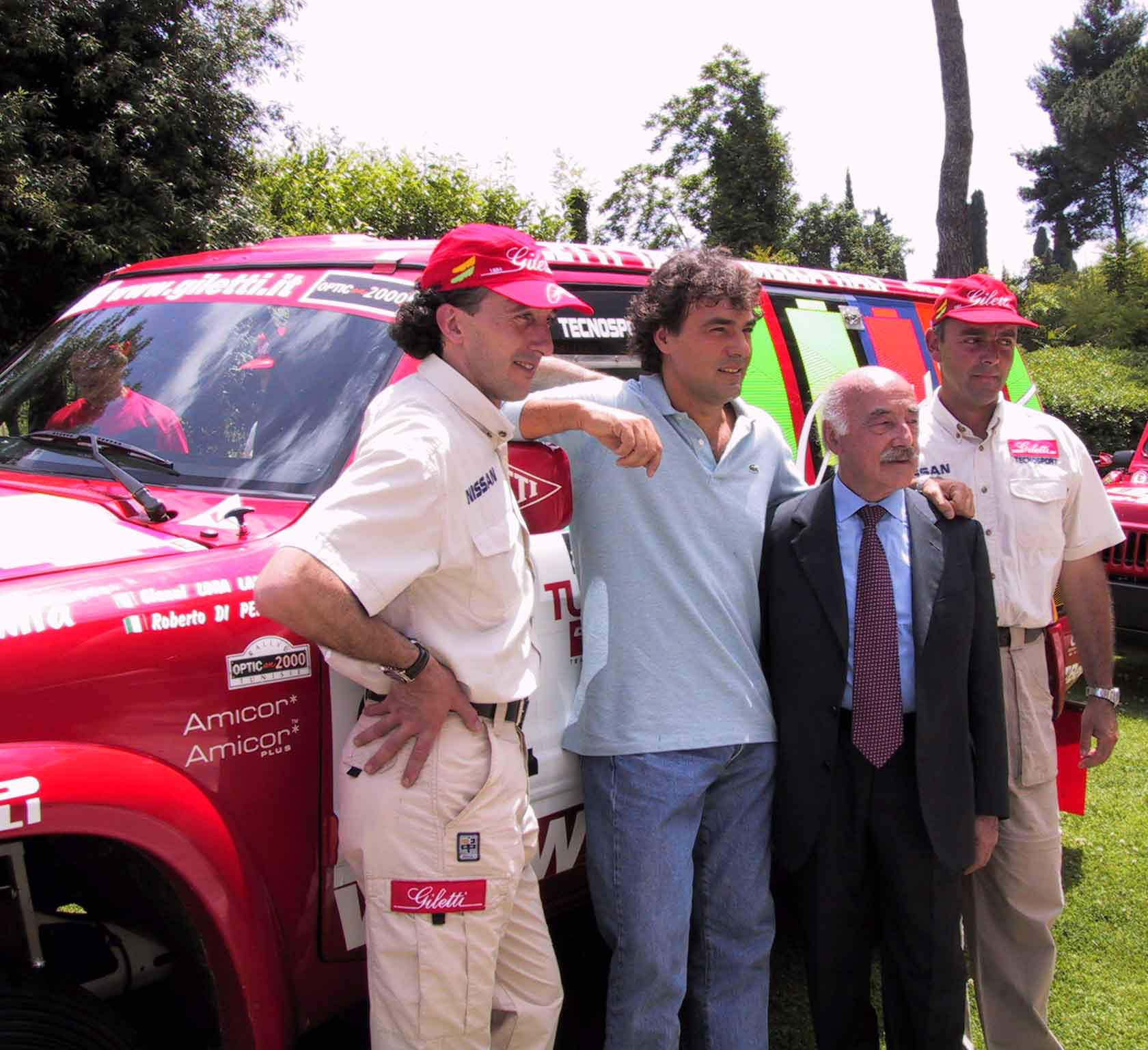
Gianni Lora Lamia e il navigatore Roberto di Persio con Massimo Giletti ed Emilio Giletti alla presentazione della stagione 2001 del Nissan Motorsport Team

Nell'ottobre 2012 Emilio Giletti fu condannato a nove mesi di reclusione, sospesa, per omicidio colposo in seguito alla morte di un dipendente della Giletti spa, Massimo Sasso, avvenuta nel settembre 2008.

## Palmares

### Punti salienti della carriera
| Stagione | Serie                         | Posizione | Squadra                   | Macchina           |
| -------- | ----------------------------- | --------- | ------------------------- | ------------------ |
| 1952     | Trofeo Sardo                  | 1°        | Scuderia Guastalla        | Ferrari 166 MM     |
|          | Giro di Sicilia               | 3°        |                           | Lancia Aurelia B20 |
|          | Giro dell'Umbria              | 3°        |                           | Ferrari 166MM      |
|          | Circuito di Senigallia [S2.0] | 3°        | Scuderia Guastalla        | Ferrari 166MM      |
| 1953     | Targa Florio                  | 2°        | Officine Alfieri Maserati | Maserati A6GCS/53  |

### Mille Miglia
| Anno | Squadra        | Copiloti          | Macchina                         | Classe |     | </br> |
| ---- | -------------- | ----------------- | -------------------------------- | ------ | --- | ----- |
| 1952 | Emilio Giletti | Walter Loro-Piana | Ferrari 166 MM Barchetta Touring | S2.0   | DNF | DNF   |
| 1953 |                | Guerino Bertocchi | Maserati A6GCS/53                | S2.0   | 6°  | 1°    |

### 12 ore di Pescara
| Anno | Squadra | Copiloti          | Macchina       | Classe |    | </br> |
| ---- | ------- | ----------------- | -------------- | ------ | -- | ----- |
| 1952 |         | Sergio Sighinolfi | Ferrari 166 MM | S+2.0  | 6° | 4°    |